# Berenberg Bank
Joh. Berenberg, Gossler & Co. KG, dite Berenberg Bank, est une banque d'investissement allemande d'envergure internationale. Elle a été fondée en 1590 par les frères flamands Hans et Paul Berenberg,, ce qui en fait la plus ancienne banque d'affaires privée et le deuxième plus ancien établissement financier mondial encore en activité.
Berenberg Bank possède des bureaux à Francfort, Düsseldorf, Munich, Stuttgart et d'autres villes allemandes, et à Zurich, Genève, Luxembourg, Londres, Paris, New York, Boston, Salzbourg, Vienne et Shanghai

## Histoire et activités
La maison de négoce Berenberg, spécialisée dans la laine et les vêtements, est née à Hambourg en 1590, fondée par les frères Hans (1561–1626) et Paul Berenberg (1566–1645), originaires d'Anvers. En 1585, de confession protestante, les Berenberg quittaient Anvers, qui était à cette époque une importante ville commerciale, au moment où les autorités des Pays-Bas espagnols obligeaient la plupart des notables à se convertir au catholicisme. L'établissement, devenu une banque hambourgeoise, a poursuivi ses activités sans interruption depuis cette époque.
Cornelius Berenberg (1634–1711), petit-fils de Hans Berenberg, est le premier à transformer la maison en banque d'affaires, non sans succès. Il bâtit des liens d'échanges sur le plan du commerce international avec la France, l'Espagne, le Portugal, l'Italie, la Scandinavie et la Russie. La famille Berenberg s'implante à travers tout un réseau de villes portuaires, notamment à Livourne et Lisbonne, où les marchands néerlandais font appel à leurs services financiers lors de leurs transactions avec les colonies. Les Berenberg s'implantent aussi à Londres dès le XVIIe siècle.
Rudolf Berenberg (1680–1746), fils de Cornelius, est élu en 1735 sénateur et membre du gouvernement de la Cité-État de Hambourg. Au milieu du XVIIIe siècle, la banque s'occupe majoritairement d'investissements et de lettres de crédit à terme. Rudolf épouse Anna Elisabeth Amsinck (1690–1748), la fille du marchand Paul Amsinck (1649–1706) établi entre Hambourg et Lisbonne. Leurs fils, Paul Berenberg (1716–1768), élu sénateur, et Johann Berenberg (1718–1772), prennent ensuite la direction de la banque.
Paul et Johann Berenberg perdent tous deux leurs fils en 1768. Johann décide de transmettre ses parts à son beau-fils, 
Johann Hinrich Gossler (1738–1790) l'année suivante, il avait épousé sa fille, la dernière descendante directe des Berenberg, Elisabeth (1749-1822). La famille Gossler était implantée à Hambourg depuis un siècle. Au début du XIXe siècle, les familles Berenberg-Gossler et Amsinck étaient considérées comme les plus importantes de la cité.